# Un capitaine de quinze ans
Un capitaine de quinze ans est un roman d'aventures de Jules Verne. D'abord présenté en feuilleton dans le Magasin d'éducation et de récréation du 1er janvier au 15 décembre 1878, il est publié en édition grand format la même année chez l'éditeur Hetzel. Le récit est essentiellement consacré à la question de l'esclavage, et plus particulièrement du commerce d'esclaves africains par d'autres Africains.

## Résumé

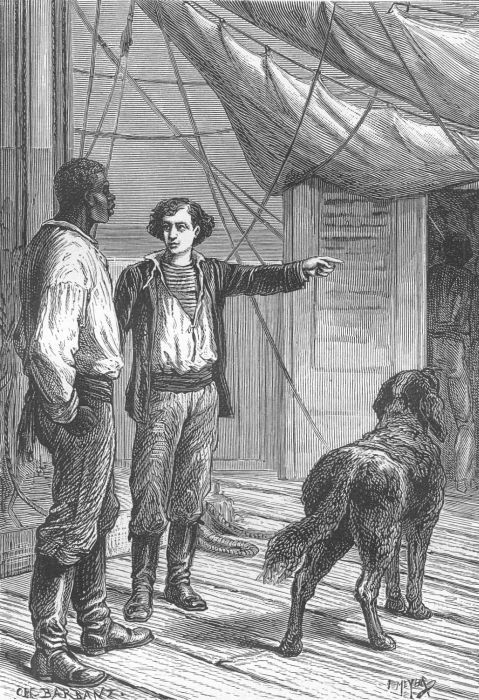
Illustration de "Un capitaine de quinze ans" par Henri Meyer.

Dick Sand, un orphelin devenu jeune marin, est novice à bord du Pilgrim, brick-goélette commandé par le capitaine Hull. Le récit commence en 1873, alors que, après une saison de pêche calamiteuse, le baleinier repart de Nouvelle-Zélande pour rentrer sur la côte ouest des États-Unis. La femme de l'armateur, Mistress Weldon, son jeune fils Jack et leur cousin Bénédict ont pris place à bord.
Au cours du voyage de retour dans le Pacifique, le capitaine ne résiste pas à chasser une jubarte ou baleine franche ; mais la course au cétacé tourne au désastre et le jeune orphelin se retrouve seul maître à bord.
L'ensemble du voyage retour sera parsemé d'embûches et permettra à Dick Sand à la fois de s'élever moralement et d'éprouver ses limites physiques, en faisant face aux situations les plus périlleuses, souvent menacé par les agissements de Negoro, le maître-queux énigmatique du bord.
Ainsi, Negoro va profiter d'une absence du jeune capitaine à la barre du Pilgrim pour fausser la seule boussole restante du bord, déviant dans un premier temps la route du nord-est au sud-est, ce qui conduira le bateau à doubler le cap Horn, avant de remonter dans un second temps vers le nord-est par l'Atlantique. Bateau et équipage atterriront ainsi sur les côtes de l'Afrique australe et non aux États-Unis.

## Thèmes abordés
Faisant partie des « Voyages extraordinaires », il s'agit d'un des récits les plus aboutis et les plus faciles à lire de Jules Verne, appartenant assurément à sa période optimiste, qui permet au jeune lecteur de s'identifier au héros et de s'édifier.
Plusieurs thèmes sont abordés:
- L’apprentissage douloureux de la vie d’adulte, Dick Sand devant en effet assumer le commandement du Pilgrim après la disparition du capitaine Hull, tout comme le héros de P'tit-Bonhomme et ceux de Deux ans de vacances.
- Le voyage initiatique, qui est un thème emprunté aux légendes grecques, dans lesquelles le voyage est également synonyme d'initiation à la vie.
- La condamnation pure et simple de l’esclavage, thème également présent dans les Aventures de trois Russes et de trois Anglais dans l'Afrique australe et surtout dans Nord contre Sud.
- L’entomologie (imposée par le cousin Bénédict) et la figure du savant excentrique et désintéressé des choses matérielles, cousin Bénédict ressemblant, par beaucoup d'aspects, à Paganel dans Les Enfants du capitaine Grant .
- La mort, qui concerne le capitaine du bateau, plusieurs membres d'équipage, beaucoup d'esclaves, un roi africain ou encore un ancien explorateur dont on retrouve le squelette[3].
- Le cannibalisme (thème récurrent des romans de Jules Verne, non seulement ceux qui se déroulent en Afrique, mais aussi en Nouvelle-Zélande et dans l'Arctique).
- La vengeance, quand le chien Dingo saute à la gorge de Negoro qui a assassiné son ancien maître, un explorateur du nom de Samuel Vernon.

## Personnages
Principaux
- Dick Sand : novice puis capitaine du Pilgrim.
- Mrs. Weldon dite Mistress Weldon : épouse de James et mère de Jack.
- Jack Weldon : jeune fils de Mr et Mrs. Weldon.
- Cousin Bénédict : entomologiste.
- Dingo : chien sauvé du naufrage.
- Negoro : cuisinier du Pilgrim, marchand d'esclaves.

Secondaires
- Actéon : noir sauvé du naufrage.
- José-Antonio Alvez : noir marchand d'esclaves.
- Austin : noir sauvé du naufrage.
- Bat, fils du vieux Tom, noir sauvé du naufrage.
- Coïmbra : ami d'Alvez.
- Halima : jeune esclave.
- Harris : marchand d'esclaves.
- Hercule, déguisé également en Mgannga (sorcier) : noir sauvé du naufrage.
- Howik : contremaître du Pilgrim.
- Capitaine Hull : capitaine du Pilgrim.
- Ibn Hamis : arabe marchand d'esclaves.
- Mgannga : titre de sorcier africain.
- Moina : reine africaine.
- Moini Loungga : roi de Kazonndé.
- Munito : véritable nom de Dingo.
- Nan : noire servante.
- Tipo-Tipo : noir arabe marchand d'esclaves.
- Tom : aîné des noirs sauvés du naufrage.
- Samuel Vernon : explorateur français.
- James-W. Weldon : riche armateur californien.

## Adaptations
- Un capitaine de quinze ans, film soviétique en noir et blanc de Vassili Jouravlev, avec Vsevolod Larionov, sorti en 1945.
- Un capitaine de quinze ans, film d'aventure franco-espagnol de Jesús Franco, sorti en 1974.
- Un capitaine de Piligrim (film, 1986), film d'aventure soviétique.
- Les Diables de la mer (titre original Los diablos del mar), film d'aventure espagnol, réalisé par Juan Piquer Simón, sorti en 1982.
- En 1974, une mini-série télévisée de six épisodes, qui adapte librement un autre roman de Jules Verne, Deux ans de vacances, est réalisée par Gilles Grangier. Elle met en scène le capitaine Hull et le jeune mousse Dick Sand.